# Philippe Villiers de L’Isle-Adam
Fra' Philippe Villiers de L’Isle-Adam (ur. 1464, zm. 1534) – prominentny członek Zakonu Rycerzy Szpitalników Świętego Jana Jerozolimskiego na Rodos, a później na Malcie. Doszedł do pozycji Przeora Języka Owernii, a następnie w roku 1521 został wybrany 44. Wielkim Mistrzem Zakonu.
Dowodził Zakonem podczas długiego i krwawego oblężenia Rodos przez sułtana Sulejmana w roku 1522, kiedy 600 rycerzy Zakonu oraz 4500 żołnierzy odpierało przez sześć miesięcy około stutysięczne siły inwazyjne, by w końcu wynegocjować kapitulację i opuścić wyspę z całą załogą w dzień Nowego Roku 1523, udając się na Kretę.
Dalej prowadził on Zakon podczas wielu lat tułaczki z miejsca na miejsce, bez stałego miejsca pobytu – wpierw Kreta, później Mesyna, Viterbo, a wreszcie Nicea (1527-1529). W roku 1530 de L’Isle-Adam dostał wyspy Malta i Gozo oraz północnoafrykański port-miasto Trypolis, jako lenno dla Zakonu od cesarza Karola V i osadził Zakon, od tego czasu znany jako Rycerze Maltańscy w ich nowej siedzibie. Zakon przybył na wyspę 26 października 1530 roku, na pokładzie swojego okrętu liniowego Santa Anna.
Villiers de L’Isle-Adam przejął formalnie wyspę w posiadanie 13 listopada, kiedy otrzymał srebrny klucz do stołecznego miasta Mdina. Pomimo tego, Zakon usadowił się w nadbrzeżnym mieście Birgu i ustanowił je swoją stolicą. Osiedlili się w Forcie St. Angelo, który służył jako fortyfikacja oraz jako pałac. Miasto zostało ufortyfikowane, a w końcu i auberges (zajazdy) dla każdego języka zostały zbudowane. Pomimo tego, Wielki Mistrz wraz z całym Zakonem ciągle mieli nadzieję, że pewnego dnia odbiją Rodos z rąk muzułmanów (tak naprawdę, Zakon zdecydował się uznać Maltę za swoje stałe miejsce pobytu dopiero po Wielkim Oblężeniu – 35 lat później).
Philippe Villiers de L’Isle-Adam zmarł w klasztorze ta' Giezu w Rabacie na Malcie 21 sierpnia 1534 roku. Został pochowany w kaplicy św. Anny w Forcie St. Angelo, lecz pod koniec XVI wieku jego szczątki zostały przeniesione do katedry św. Jana w Valletcie, i pochowane w krypcie.

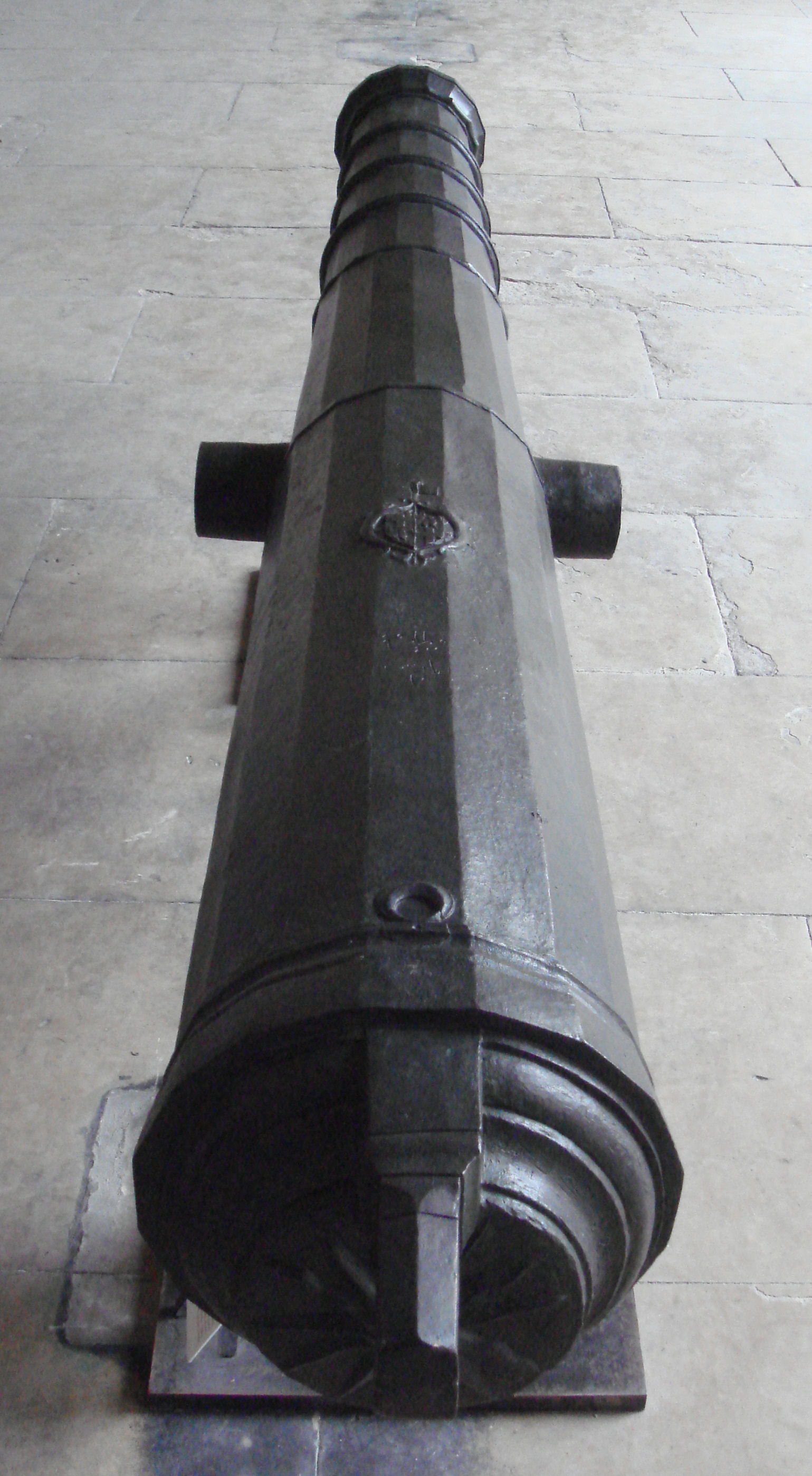
Kolubryna z herbem Philippe Villiersa de L’Isle-Adam, Rodos. Kaliber: 140mm, długość: 339 cm, waga: 2533 kg, amunicja: 10 kg kule żelazne. Przekazana Napoleonowi III w roku 1862 przez Abdul-Aziza.
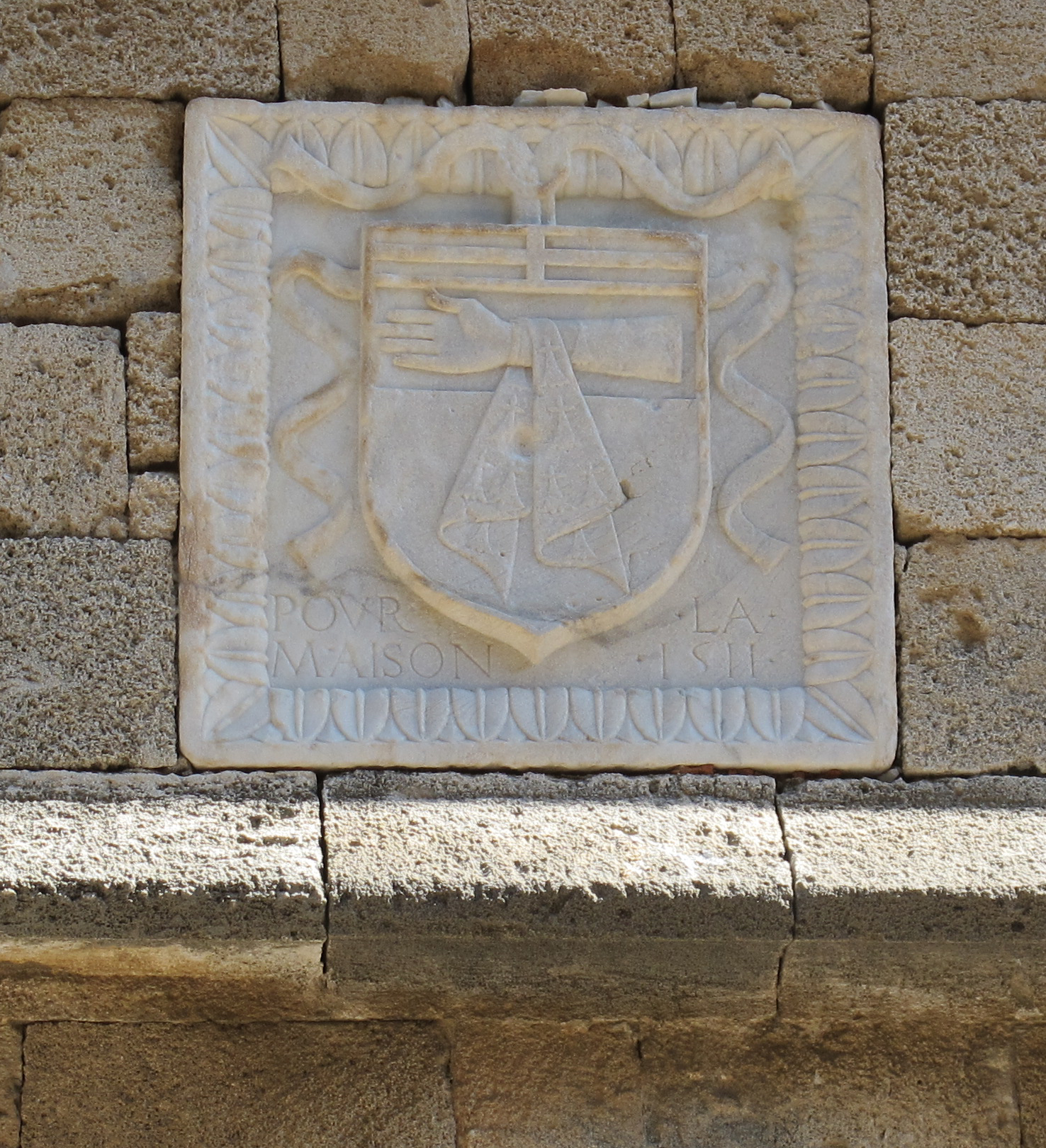
Herb Philippe Villiersa de L’Isle-Adam w Odos Ippoton, Rodos
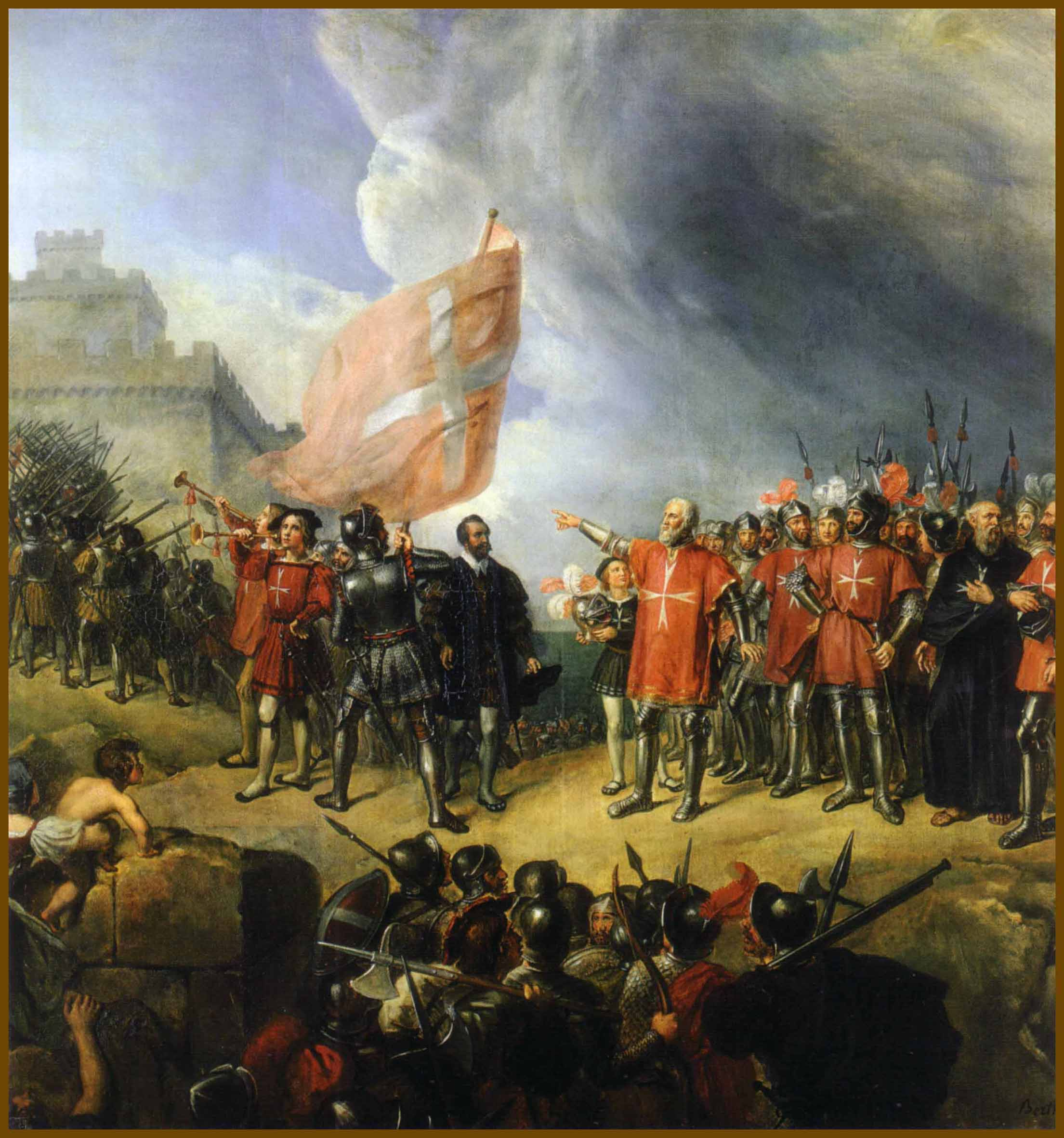
Obraz Philippe de Villiers de L’Isle Adam bierze w posiadanie wyspę Malta, 26 października 1530 namalowany przez René Théodore Berthona.
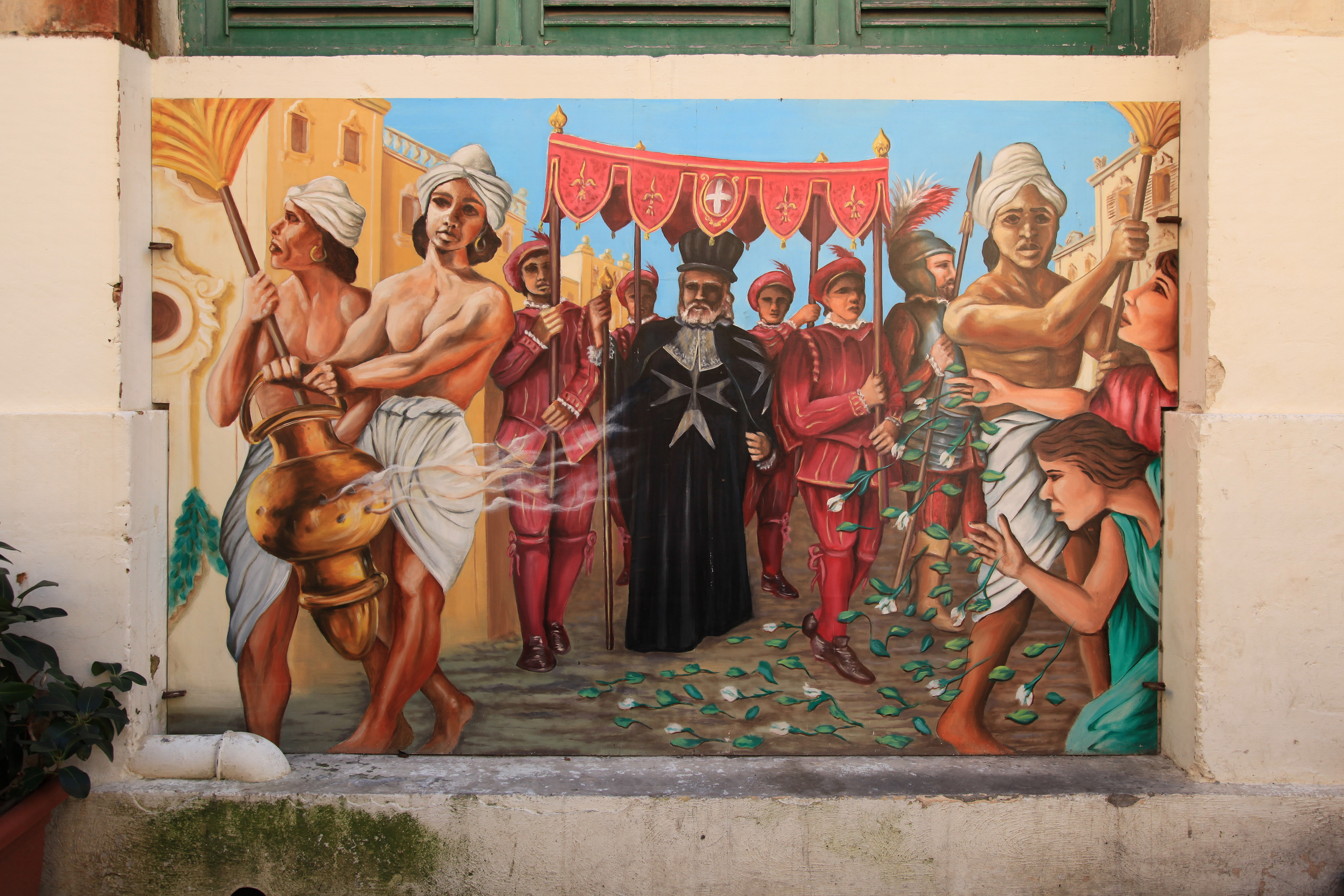
Mural na Valletta Market ukazujący przybycie Philippe Villiersa de L’Isle-Adam na Maltę
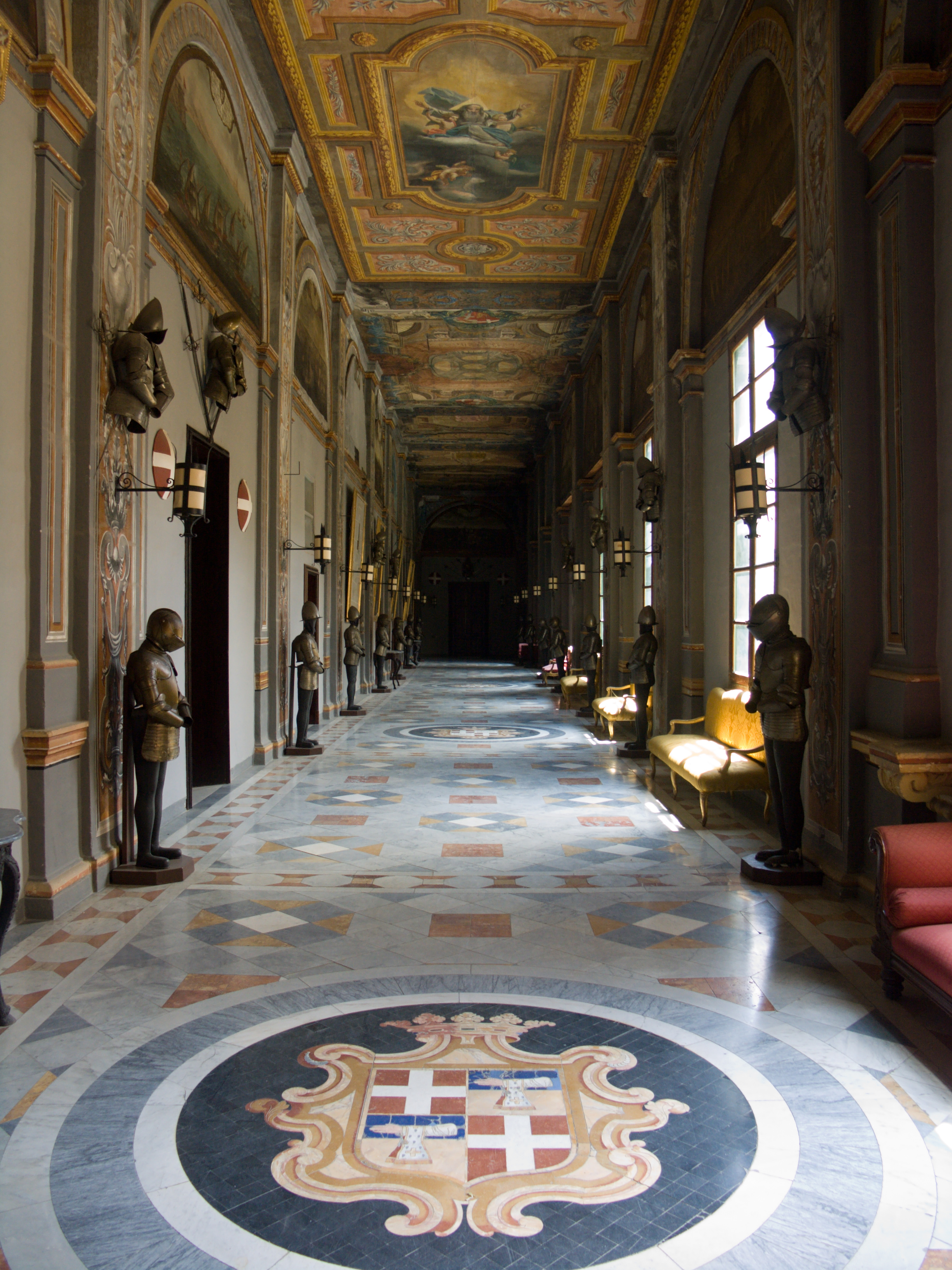
Herb Philippe Villiersa de L’Isle-Adam w Pałacu Wielkich Mistrzów.